# Smotrič
Smotrič (ukrajinski: Смотрич, poljski: Smotrycz) je lijeva pritoka rijeke Dnjestar u Ukrajini duga 168 km.

## Zemljopis
Rijeka izvire i protiče kroz Podolje (Hmeljnička oblast). Korito Smotriča gotovo čitavim tokom ne prelazi širinu od 10 do 15 metara, osim u jednom dijelu gdje ima i 40 metara. Kod grada Kamjanec-Podiljskyj rijeka ima vrlo pitoreskni kanjon.
Slijev rijeke velik je oko 1800 km², prosječni istjek iznosi 4 m3/s.
Na rijeci je podignuto 7 manjih hidroelektrana s akumulacijskim jezerima.

## Vanjske poveznice
- Smotrych River na portalu Internet Encyclopedia of Ukraine (engl.)